# Roweite
La roweite è un minerale.